# Grammy Awards 1966
Die achte Veranstaltung zur Verleihung des US-amerikanischen Grammy fand am 15. März 1966 statt.
46 dieser Musikpreise wurden bei den Grammy Awards 1966 in 15 Musikfeldern vergeben. Einen Sondergrammy gab es für das Lebenswerk.

## Hauptkategorien
Single des Jahres (Record of the Year):
- "A Taste Of Honey" von Herb Alpert & The Tijuana Brass

Album des Jahres (Album of the Year):
- September Of My Years von Frank Sinatra

Song des Jahres (Song of the Year):
- "The Shadow Of Your Smile (Love Theme From The Sandpiper)" von Tony Bennett (Autoren: Johnny Mandel, Paul Francis Webster)

Bester neuer Künstler (Best New Artist):
- Tom Jones

## Pop
Beste weibliche Gesangsdarbietung (Best Vocal Performance, Female):
- My Name Is Barbra von Barbra Streisand

Beste männliche Gesangsdarbietung (Best Vocal Performance, Male):
- "It Was a Very Good Year" von Frank Sinatra

Beste Darbietung einer Gesangsgruppe (Best Performance By A Vocal Group):
- We Dig Mancini von den Anita Kerr Singers

Beste Darbietung eines Chors (Best Performance By A Chorus):
- Anyone For Mozart? von Swingle Singers

Beste Instrumentaldarbietung (Best Instrumental Performance):
- "A Taste Of Honey" von Herb Alpert & The Tijuana Brass

Beste zeitgenössische (Rock & Roll) Gesangsdarbietung, weiblich (Best Contemporary (R&R) Vocal Performance, Female):
- "I Know A Place" von Petula Clark

Beste zeitgenössische (Rock & Roll) Gesangsdarbietung, männlich (Best Contemporary (R&R) Vocal Performance, Male):
- "King of the Road" von Roger Miller

Beste zeitgenössische (Rock & Roll) Darbietung, Gruppe (Gesang oder instrumental) (Best Contemporary (R&R) Performance, Group – Vocal Or Instrumental):
- "Flowers On The Wall" von den Statler Brothers

Beste zeitgenössische (Rock & Roll) Single (Best Contemporary (R&R) Single):
- "King Of The Road" von Roger Miller

## Rhythm & Blues
Beste R&B-Aufnahme (Best Rhythm & Blues Recording):
- Papa’s Got a Brand New Bag von James Brown

## Country
Beste weibliche Gesangsdarbietung – Country und Western (Best Country & Western Vocal Performance – Female):
- Queen of the House von Jody Miller

Beste männliche Gesangsdarbietung – Country und Western (Best Country & Western Vocal Performance – Male):
- King of the Road von Roger Miller

Beste Country und Western Song (Best Country & Western Song):
- King of the Road von Roger Miller

Best Country and Western Single:
- King of the Road von Roger Miller.

Bestes Country und Western Album (Best Country & Western Album):
- The Return of Roger Miller von Roger Miller

Bester neuer Country-und-Western-Künstler (Best New Country & Western Artist):
- Statler Brothers

## Jazz
Beste Jazz-Instrumentaldarbietung – Kleingruppe oder Solist mit Kleingruppe (Best Jazz Instrumental Performance – Small Group Or Soloist With Small Group):
- The “In” Crowd vom Ramsey Lewis Trio

Beste Jazz-Instrumentaldarbietung – Großgruppe oder Solist mit Großgruppe (Best Jazz Instrumental Performance – Large Group Or Soloist With Large Group):
- Ellington '66 von Duke Ellington

Beste Jazz-Originalkomposition (Best Original Jazz Composition):
- Jazz Suite On The Mass Texts von Paul Horn (Komponist: Lalo Schifrin)

## Gospel
Beste musikalische Gospel- oder andere religiöse Aufnahme (Best Gospel Or Other Religious Recording, Musical):
- Southland Favorites von Anita Kerr und George Beverly Shea

## Folk
Beste Folk-Aufnahme (Best Folk Recording):
- An Evening With Belafonte/Makeba von Harry Belafonte und Miriam Makeba

## Für Kinder
Beste Aufnahme für Kinder (Best Recording For Children):
- Dr. Seuss Presents ‘Fox in Sox’ and ‘Green Eggs and Ham’ von Marvin Miller

## Sprache
Beste Aufnahme von gesprochenem Text oder Schauspiel (Best Spoken Word Or Drama Recording):
- John F. Kennedy – As We Remember Him (Produzent: Goddard Lieberson)

## Comedy
Beste Comedy-Darbietung (Best Comedy Performance):
- Why Is There Air? von Bill Cosby

## Musical Show
Beste Musik eines Original-Cast-Show-Albums (Best Score From An Original Cast Show Album):
- On A Clear Day von der Originalbesetzung mit Barbara Harris, John Cullum, Tito Vandis, Byron Webster und William Daniels (Komponisten: Alan Jay Lerner, Burton Lane)

## Komposition / Arrangement
Beste Originalmusik geschrieben für einen Film oder ein Fernsehspecial (Best Original Score Written For A Motion Picture Or A Television Special):
- The Sandpiper vom Robert Armbruster Orchestra (Komponist: Johnny Mandel)

Bestes Instrumentalarrangement (Best Instrumental Arrangement):
- A Taste Of Honey von Herb Alpert & The Tijuana Brass (Arrangeur: Herb Alpert)

Bestes Arrangement als Gesangs- oder Instrumentbegleitung (Best Arrangement Accompanying A Vocalist Or Instrumentalist):
- It Was A Very Good Year von Frank Sinatra (Arrangeur: Gordon Jenkins)

## Packages und Album-Begleittexte
Bestes Album-Cover, Grafik (Best Album Cover, Graphic Arts):
- Bartók: 2. Violinkonzert / Strawinski: Violinkonzert von Joseph Silverstein (Künstlerischer Leiter: George Estes; Grafiker: James Alexander)

Bestes Album-Cover, Fotografie (Best Album Cover, Photography):
- Jazz Suite On the Mass Texts von Paul Horn (Künstlerischer Leiter: Robert M. Jones; Fotograf: Ken Whitmore)

Bester Album-Begleittext (Best Album Notes):
- September Of My Years von Frank Sinatra (Verfasser: Stan Cornyn)

## Produktion und Technik
Beste technische Aufnahme, ohne klassische Musik (Best Engineered Recording, Non-Classical):
- A Taste Of Honey von Herb Alpert & The Tijuana Brass (Technik: Larry Levine)

Beste technische Klassikaufnahme (Best Engineered Recording, Classical):
- Horowitz At Carnegie Hall – An Historic Return von Vladimir Horowitz (Technik: Fred Plaut)

## Klassische Musik
Bestes Klassik-Album des Jahres (Album Of The Year – Classical):
- Horowitz at Carnegie Hall – A Historic Return von Vladimir Horowitz

Beste klassische Orchesterdarbietung (Best Classical Performance – Orchestra):
- Ives: Symphonie Nr. 4 vom American Symphony Orchestra unter Leitung von Leopold Stokowski

Beste Opernaufnahme (Best Opera Recording):
- Berg: Wozzeck von Dietrich Fischer-Dieskau, Evelyn Lear, Fritz Wunderlich und dem Orchester der Deutschen Oper

Beste klassische Chor-Darbietung (ohne Oper) (Best Classical Choral Performance Other Than Opera):
- Strawinski: Psalmensinfonie / Poulenc: Gloria vom Robert Shaw Chorale und dem RCA Victor Symphony Orchestra unter Leitung von Robert Shaw

Beste Soloinstrument-Darbietung mit Orchester (Best Classical Performance – Instrumental Soloist or Soloists With Orchestra):
- Beethoven: Klavierkonzert Nr. 4 in G-Dur von Arthur Rubinstein und dem Boston Symphony Orchestra unter Leitung von Erich Leinsdorf

Beste Soloinstrument-Darbietung ohne Orchester (Best Classical Performance – Instrumental Soloist or Soloists Without Orchestra):
- Horowitz at Carnegie Hall – A Historic Return von Vladimir Horowitz

Beste klassische Kammermusik-Darbietung – Instrument oder Gesang (Best Classical Chamber Music Performance – Instrumental or Vocal):
- Bartók: Die sechs Streichquartette vom Juilliard String Quartet

Beste klassische Solo-Gesangsdarbietung (Best Classical Vocal Soloist Performance):
- Strauss: Salome / Die ägyptische Helena von Leontyne Price und das Boston Symphony Orchestra unter Leitung von Erich Leinsdorf

Beste Komposition eines zeitgenössischen klassischen Komponisten (Best Composition by a Contemporary Classical Composer):
- Symphonie Nr. 4 von Charles Ives

Meistversprechender neuer Künstler – Klassikaufnahmen (Most Promising New Classical Recording Artist):
- Peter Serkin

## Lifetime Achievement Grammy Awards
- Duke Ellington